# Thunder Bay
Thunder Bay és una ciutat en el districte homònim d'Ontario, Canadà. Anteriorment era coneguda com "les ciutats bessones de Fort William i Port Arthur". És la municipalitat més poblada al nord-oest d'Ontario i la segona més poblada al nord d'Ontario després de Greater Sudbury.
L'assentament europeu a la regió va començar a la fi del segle XVII amb un lloc comercial de pells en la riba del riu Kaministiquia; la ciutat va ser formada per la fusió de les ciutats de Fort William, Port Arthur i els municipis de Neebing i McIntyre.
La ciutat pren el seu nom de la gran badia a la capçalera del Llac Superior, coneguda al segle xviii com a "Baie du Tonerre" (Badia del Tro en francès) en els mapes francesos. Els seus ports componen un important enllaç en el transport de gra i altres productes de l'oest canadenc, a través dels grans llacs i del Canal de Sant Llorenç, cap a la costa est.

## Història

### Segles XVII a XIX
Els assentaments europeus a Thunder Bay van començar amb dos llocs per al comerç de pells francesos (1679, 1717) que van ser abandonats posteriorment. Els assentaments permanents van començar l'any 1803 amb l'establiment de Fort William com a centre comercial intermedi en el continent per la North West Company una empresa comerciant de pells amb base a Mont-real. El fort va prosperar fins a 1821 quan la North West Company es va fusionar amb la Hudson's Bay Company i Fort William va perdre la seva raó d'existir. Cap als anys 1850 la província del Canadà va començar a interessar-se en el seu extrem est, principalment per la demanda de llocs miners en les costes canadenques del Llac Superior seguida pel descobriment de coure en la península de Keneenaw de Michigan. El 1849 els jesuïtes francesos van fundar la Missió de la Immaculada Concepció (Mission de l'Immaculée-Conception) al riu Kaministiquia per evangelitzar els ojibwes. La província unida del Canadà va negociar un tractat amb els ojibwa del Llac Superior conegut com el Tractat Robinson el 1850. Com a resultat d'aquest tractat, una reserva índia va ser establerta de manera independent al sud del riu Kaministiquia. Entre 1859 i 1860 el departament de terres de la corona va reconèixer dues poblacions (Neebing i Paipoonge) i el poble assentat de Fort William.

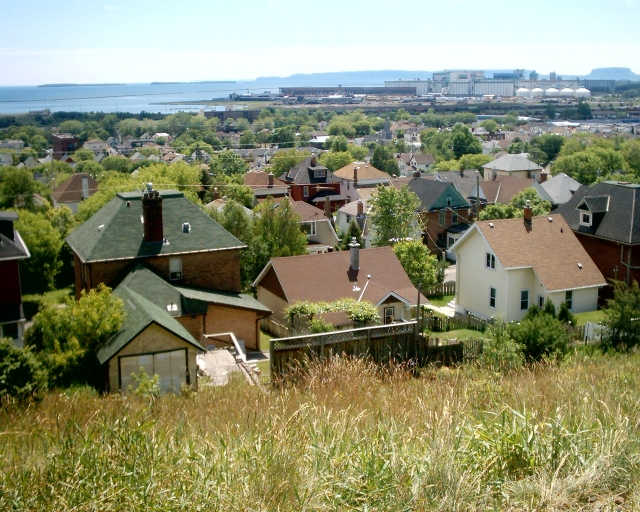
Vista del port de Thunder Bay

Un altre assentament es va desenvolupar a uns pocs quilòmetres al nord de Fort William amb la construcció, per part del departament federal d'obres públiques; d'un camí que va connectar al Llac Superior amb la colònia Red River sota la supervisió de Simon James Dawson (notori polític i enginyer civil del Canadà). Aquesta caserna general de construcció va obtenir el seu nom per primera vegada al maig de 1870 quan el Coronel Garnet Wolseley la va nomenar "Prince Arthur's Landing"; aquest assentament va ser canviat al nom com Port Arthur per la CPR al maig de 1883.
L'arribada de la Canadian Pacific Railway (Ferrocarrils del Pacífic del Canadà) el 1875 va encendre una llarga batalla per la supremacia, que no va acabar sinó fins a l'amalgamació de 1970. Fins als anys 1880, Port Arthur era una comunitat més vasta i dinàmica, però la CPR amb col·laboració de la Hudson's Bay Company va preferir Fort William a l'est, localitzat en la part baixa del riu Kaministiquia on es trobaven els llocs comercials de pells. Provocada més endavant per una perllongada disputa d'impostos amb Porth Arthur i per una locomotora confiscada el 1889, la CPR va traslladar tot el seu personal i instal·lacions a Fort William. El col·lapse de la mineria de plata després de 1890 va delmar encara més l'economia de Port Arthur que va entrar en un període de profunda depressió econòmica mentre Fort William va prosperar.

### Segle XX

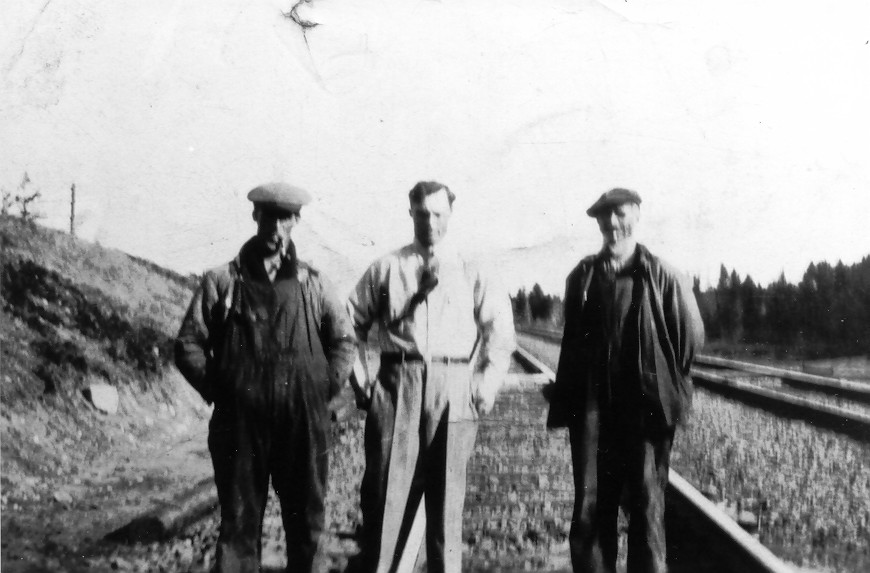
Vies de tren a Fort Williams el 1924.

Thunder Bay va tenir un període de creixement extraordinari en l'era de Sir Wilfrid Laurier com a resultat de la construcció del ferrocarril intercontinental i l'auge del blat occidental. La CPR va millorar la seva línia fèrria entre Winnipeg i Thunder Bay en fer-la una línia doble. La Canadian Northern Railway (ferrocarrils del nord del Canadà) va establir les seves instal·lacions a Port Arthur. La Grand Trunk Pacific Railway (ferrocarrils "gran vagó" del pacífic) va començar la construcció de les seves instal·lacions en la Missió de Fort William el 1905, i el govern federal va començar la construcció del "ferrocarril transcontinental nacional" (National Transcontinental Railway ara operat per Canadian National). Va haver-hi un gran auge en la construcció d'elevadors per a gra a causa de l'increment en el volum de grans enviats a Europa. Ambdues ciutats van contreure deutes per atorgar bons a la indústria manufacturera. Cap al 1914 les ciutats bessones gaudien d'una infraestructura moderna (clavegueram, subministrament segur d'aigua, enllumenat públic, llum elèctrica, etc.). Ambdues, Fort William i Port Arthur, eren partidàries de la propietat municipal. A l'any de 1892 Port Arthur va construir el primer ferrocarril elèctric urbà propietat d'un municipi al Canadà, i ambdues ciutats van rebutjar la companyia telefònica Bell del Canadà per així, construir el seu propi sistema telefònic, propietat del municipi; el 1902.
L'auge va arribar a la seva fi entre 1913 i 1914, empitjorat per la Primera Guerra Mundial, però una economia pròpia del temps de guerra va sorgir amb la fabricació de municions i embarcacions. Les ciutats van reclutar homes per als batallons 52è, 94è i 141è de la Força Canadenca Expedicionària. L'ocupació en els ferrocarrils va ser castigada quan el govern federal va prendre el control del Ferrocarril Transcontinental Nacional i la divisió del Llac Superior de la companyia de ferrocarrils Grand Trunk el 1915, i del ferrocarril canadenc del nord-est el 1918 la qual va ser amalgamada amb les altres companyies ferroviàries propietat del govern el 1923 per formar la Canadian National Railway (ferrocarrils nacionals del Canadà). La CNR va tancar moltes de les seves instal·lacions a Port Arthur i va obrir la Neebing yards al poblat de Neebing el 1922. Cap al 1929 la població d'ambdues ciutats s'havia recuperat als seus nivells d'abans de la guerra.
La indústria de productes forestals sempre ha jugat un rol important en l'economia de Thunder Bay des dels anys 1870. Llenya i troncs eren enviats principalment als Estats Units. La primera fàbrica de polpa i paper de Porth Arthur va ser establerta el 1917. Va ser seguida per una fàbrica més a Fort William el 1920. Finalment van arribar a haver-hi 4 fàbriques operatives.
La manufactura es va reprendre el 1937 quan les plantes de les companyies Canada Car i Foundry van obrir novament per construir avions per als britànics. La planta era manejada per Bombardier Transportation (divisió de Bombardier especialitzada en ferrocarrils), la planta ha romàs com un pilar de l'economia post guerra produint equip per a la silvicultura i posteriorment equip de transport per al sistema de transport urbà.

#### Amalgamament: Neix Thunder Bay
Tant Port Arthur com Fort Williams van aconseguir la seva designació com a ciutats el 1907; existien rumors que Port Arthur havia sol·licitat l'annexió de Fort Williams quan va sol·licitar la seva candidatura a ciutat. Durant els següents 63 anys la idea d'amalgamar ambdues ciutats va persistir. Hi va haver dos plebiscits públics el 1920 i el 1958 en tots dos els resultats van ser adversos a la idea d'una fusió de les llavors anomenades ciutats bessones, fet que va ocasionar airades protestes públiques de diversos polítics i fins i tot l'intent d'obtenir ambdues alcaldies per part de Carlie Coix qui sent alcalde de Port Arthur, va aconseguir la candidatura per l'alcaldia de Fort William el 1948.

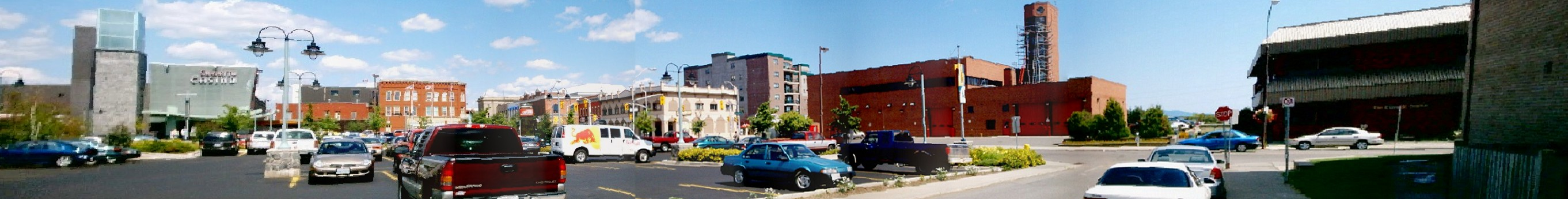
Panoràmica del centre de Port Arthur a Thunder Bay, Ontario

El 26 d'octubre de 1964 es va presentar una proposta escrita dirigida al gabinet de la província per part del llavors alcalde de Port Arthur Saul Laskin, on es va sol·licitar l'estudi de diversos problemes en els quals feien front 5 diferents municipalitats de l'àrea: Port Arthur, Fort William, Neebing, Paipoonge i Shuniah; aquesta petició per part de Port Arthur tenia el suport de la ciutat de Fort William així com dels principals organismes comercials i laborals de la regió.
A principis de 1965 s'envià una carta al llavors ministre d'assumptes municipals J. W. Spooner, per part de les cinc capçaleres municipals; en la qual se sol·licitava l'aplicació de l'estudi proposat per l'alcalde de Port Arthur; per a tal efecte Spooner va nomenar a Eric Hardy per emprendre la revisió del govern local de la regió.
Les recomanacions de Hardy van ser aprovades pel govern de la província, donant com a resultat que el 8 de maig de 1969 fos aprovat el projecte de llei que donaria origen a la ciutat de Thunder Bay.
Finalment, la ciutat de Thunder Bay va néixer l'1 de juny de 1970. Saul Laskin va ser el primer alcalde de la nova ciutat conformada per Fort William, Port Arthur, Neebing i McIntryre.
Des de l'amalgamació, s'ha incrementat l'atractiu de la ciutat, perfilant-se com una destinació important per a l'educació i turisme gràcies al desenvolupament d'institucions i infraestructura com la Universitat de Lakehead, la Universitat d'Art i Ciències Aplicades de la Confederació i la reconstrucció —a l'estat en què estava al principi dels anys 1800— del Parc Històric Fort William.
Amb la gran expansió de carreteres, començant amb la carretera transcanadenca i culminant amb l'obertura d'una carretera que enllaça Sault Ste. Marie amb Thunder Bay; s'ha disminuït de manera significativa l'activitat ferroviària i naval. Per tant, la ruta marítima Sant Llorenç no ha estat a l'altura de les expectatives. El transport de gra ha decaigut substancialment en favor dels ports de la costa del Pacífic. Com a resultat, molts elevadors de grans han estat tancats i demolits, i la indústria transportista ha abandonat el riu Kaministiquia.

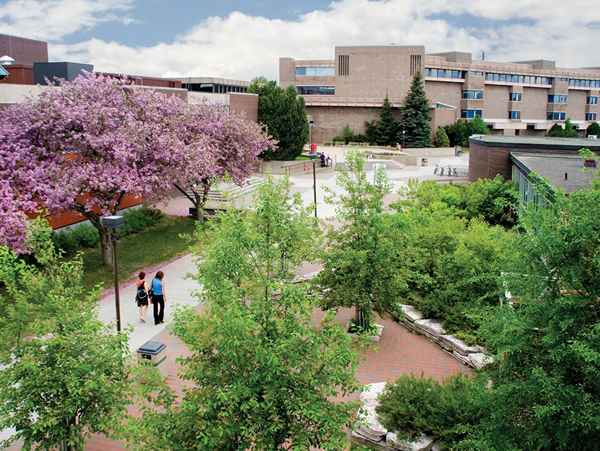
Universitat de Lakehead

Durant el segle xx, la ciutat va ser amfitriona d'esdeveniments esportius destacats, com els Jocs d'Estiu d'Ontario el 1974, els Jocs del Canadà (Jeux Canada Games) de 1981 i el Campionat Mundial d'Esquí Nòrdic de 1995.

### Segle XXI
Avui dia, Thunder Bay s'ha convertit en la central de serveis del nord-oest d'Ontario amb la representació de la majoria de departaments de la província. La Universitat de Lakehead, establerta pel cabildo d'empresaris i professionistes locals, ha provat ser un organisme molt valuós, reforçada per la Universitat de la Confederació. Aquests mateixos empresaris i professionistes van ser la força impulsora darrere de l'amalgamació de Fort Williams i Port Arthur el 1970.

## Govern

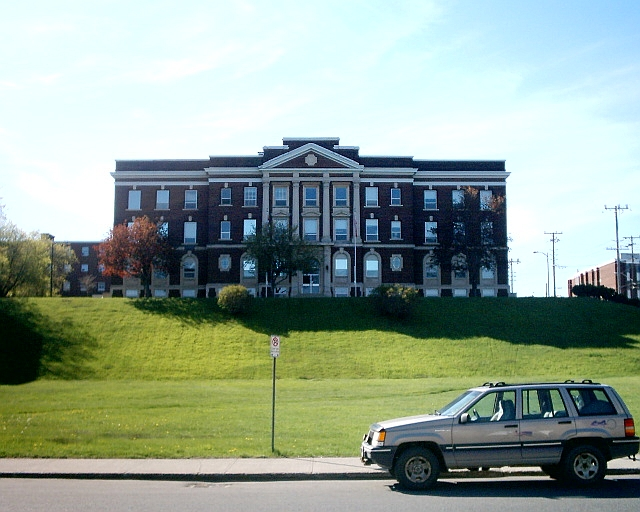
Cort Superior de Ontario a Thunder Bay.

La ciutat és governada per un alcalde i dotze regidors, que ocupen el seu càrrec per un període de 4 anys. L'alcalde i cinc dels regidors són triats per la ciutat completa. Set regidors són triats en cadascun dels set districtes electorals: el districte electoral de Current River, el districte electoral de McIntyre, el districte electoral de McKeller, el districte electoral de Neebing, el districte electoral de Northwood, el districte electoral de Red River i el districte electoral de Westford.

### El nom de Thunder Bay
El nom de la ciutat és el resultat d'un referèndum, celebrat el 23 de juny de 1969 per determinar el nou nom de la ciutat naixent de l'amalgamació de Fort William i Port Arthur. Els funcionaris d'Estat van debatre sobre quins noms incloure en la votació, prenent suggeriments dels residents incloent "Lakehead" i "The Lakehead". Com s'havia predit, la votació es va dividir entre aquestes dues opcions deixant Thunder Bay com l'opció guanyadora. El comptatge final va ser "Thunder Bay" amb 15.870 vots, "Lakehead" amb 15.302 i "The Lakehead" amb 8.377.

### Símbols de la ciutat

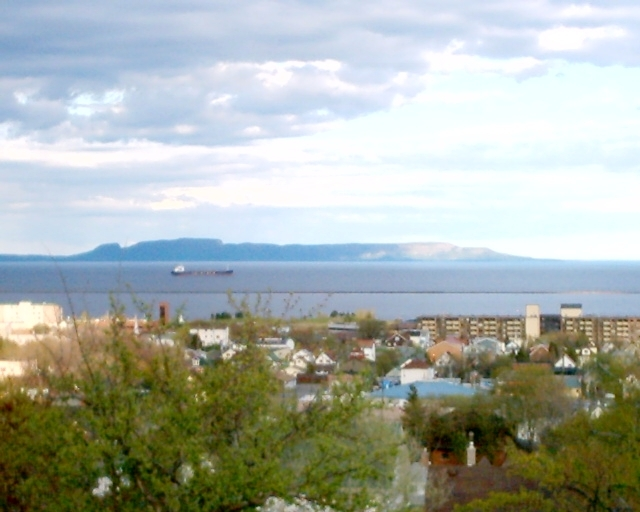
El Gegant Dorment, formació de mantells i altiplans a la península de Sibley a Ontario, Canadà.

#### Gegant dorment
L'extensa formació de mantells (sills) i altiplans, la qual sembla un gegant estirat; s'ha convertit en un símbol de la ciutat. La península de Sibley envolta parcialment les aigües de Thunder Bay i domina la vista del llac des de la part nord de la ciutat (on es troba l'antiga ciutat de Port Arthur). El "gegant dorment" també apareix en l'escut d'armes i la bandera de la ciutat.

#### Escut d'armes
L'escut d'armes de Thunder Bay, és una combinació dels escuts de Port Arthur i Fort William, amb el símbol unificador del gegant dorment a la base d'armes.
Les parts conservades de l'escut d'armes de Port Arthur inclouen el lema "L'entrada a l'oest", una resplendor del sol, la cara del mateix tapada per una entrada encastellada amb els rastells aixecats; també s'inclouen les ondades barres blaves i blanques que representen les aigües del Llac Superior. Es van conservar també, l'ant amb collaret de plata, la gavella de blat i els salmons.

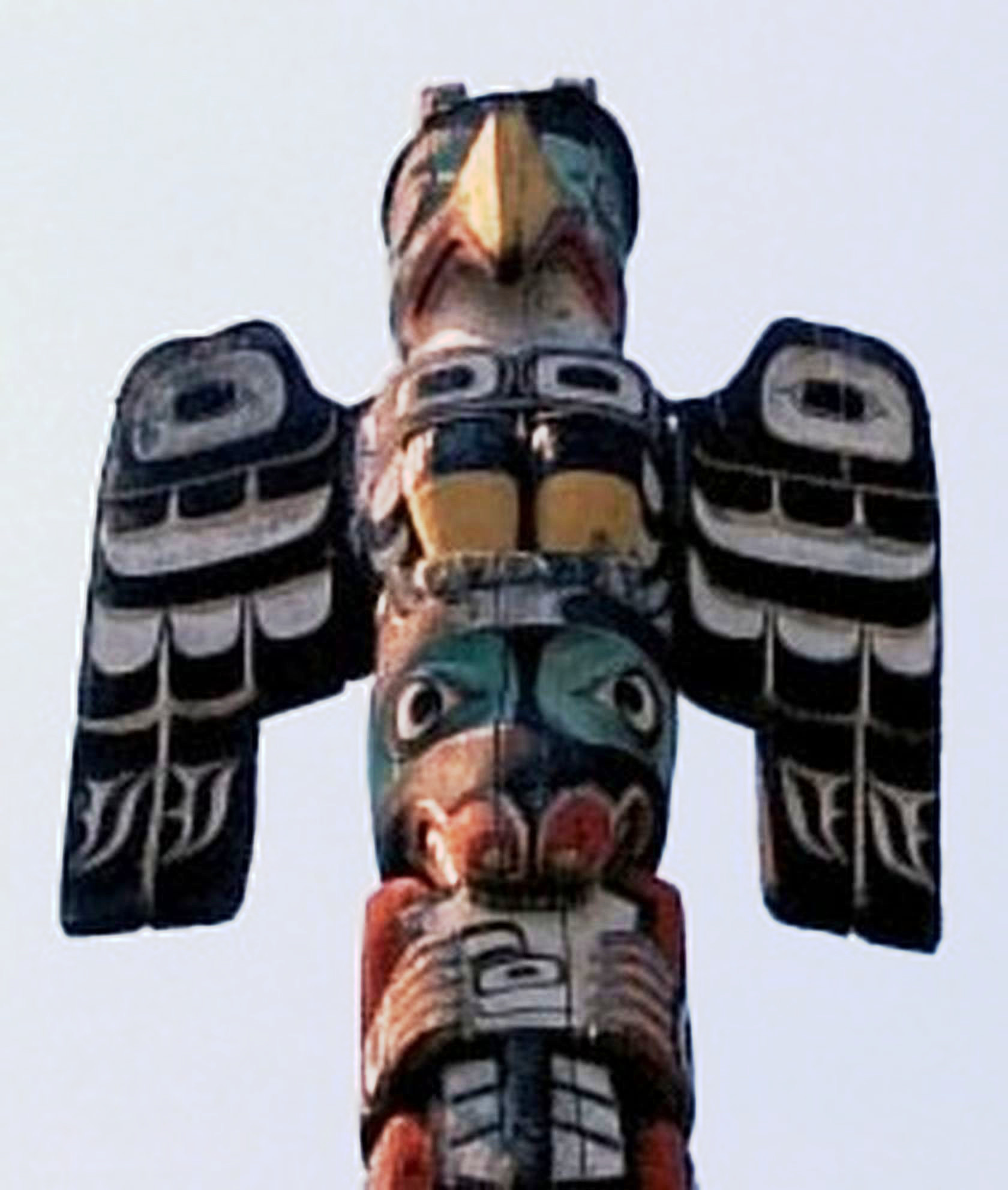
Tòtem amb una au del tro, símbol empleat en l'emblema corporatiu de Thunder Bay.

De l'escut d'armes de Fort William, es van conservar el castor i el lema de la North West Company (Companyia del Nord-oest): "Perseverança", representat en una voluta que emergeix de les branques d'un pi. També, conservat de l'escut en cap de l'escut d'armes de Fort Williams; es troba la gran canoa Voyageur que porta un agent de la North West Company amb els seus rems. En el costat esquerre de l'escut, es troba dempeus i recolzant-s'hi, un Voyageur com apareixia en l'escut d'armes de Fort Williams.

#### Emblema corporatiu
L'emblema de la ciutat descriu una au del tro estilitzada, anomenada Animikii, una estàtua de la mateixa es troba al parc aquàtic del riu Kaministiquia. L'eslògan (lema) "Superior by Nature" (superior per naturalesa), és un doble joc de paraules que reflecteix els atributs comercials claus de la ciutat: l'assentament natural de la ciutat en el Llac Superior i el seu excel·lent ambient natural.

#### Bandera de la ciutat

Bandera de Thunder Bay.

La bandera de Thunder Bay va ser creada el 1972, quan l'alcalde Saul Laskin va voler promoure la ciutat per mitjà d'una bandera distintiva. La ciutat va dur a terme un concurs, que va ser guanyat per Cliff Redden. La bandera té una proporció de 1:2, i representa un cel daurat causat pel sol naixent que es troba darrere del gegant dorment, el qual reposa en les aigües blaves del Llac Superior. El sol naixent és representat per una fulla d'auró vermella, un símbol del Canadà. El verd i el daurat són els colors representatius de la ciutat de Thunder Bay.

### Ciutats agermanades
Thunder Bay té cinc ciutats agermanades en tres continents, seleccionades basades per la seva economia, cultura i criteris polítics. Aquestes ciutats comparteixen similituds de grandària, clima, geografia i indústria; l'objectiu de les ciutats agermanades és promoure la bona fe, amistat, educació, economia i el turisme entre elles.
- Seinäjoki, Finlandia des de 1974
- Little Canada, Minnesota des de 1977
- Duluth, Minnesota des de 1980
- Keelung, Taiwán des de 1988
- Gifu, Japó des de 2007

## Geografia

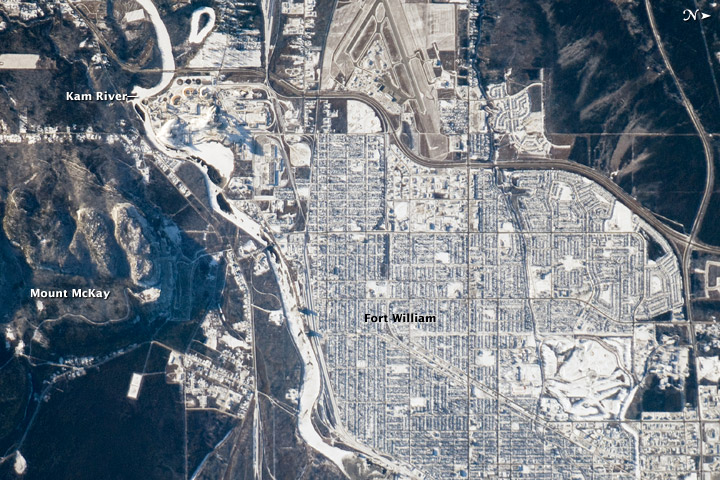
Fotografia de Fort William per l'Estació Espacial Internacional el desembre de 2008.

La ciutat cobreix una àrea de 328,48 quilòmetres quadrats, que inclou les antigues ciutats de Fort William i Port Arthur així com les municipalitats de Neebing i McIntyre.
La secció de l'antiga ciutat de Fort William ocupa un terreny al·luvial pla al llarg del riu Kaministiquia que té una delta fluvial en la boca de dues illes conegudes com l'illa Mission i l'illa McKellar. La part de l'antiga ciutat de Port Arthur (més comunament coneguda com a l'"Escut Canadenc"), consta de pujols de pendent suau i de sòl molt fi reposant sobre roca amb molts afloraments al descobert. La badia Thunder, que li dona nom a la ciutat; és extensa, d'aproximadament 22,5 quilòmetres, des del centre de Port Arthur fins a Thunder Cape en la punta del gegant dorment.
La ciutat reflecteix patrons d'assentaments del segle xix. Ancorant a l'extrem oest de la ciutat; el poble de Fort William, reconegut entre 1859 i 1860; va ser nomenat "Fort William de l'Oest" (Westfort) per la CPR el 1888. El territori adjacent a la part baixa del riu Kaministiquia es va convertir en zona residencial i en el districte empresarial central del poble i ciutat de Fort William. Una àmplia zona inhabitada, confrontant als rius Neebing i McIntyre que va arribar a ser coneguda com la zona "Ínter-ciutats", separava Fort William del districte residencial i empresarial de Port Arthur. A l'extrem aquest de la ciutat, una part del municipi de McIntyre va ser annexada a Port Arthur en 1892, formant el que fet i fet seria conegut com l'àrea de Current River.
Des de 1970, els districtes empresarials centrals de Fort William i Port Arthur han sofert un seriós declivi a causa de la reubicació d'empreses i govern a l'"àrea Ínter-ciutats". També hi ha hagut un creixement residencial considerable a les àrees contigües a les antigues municipalitats de Neebing i McIntyre.

### Clima

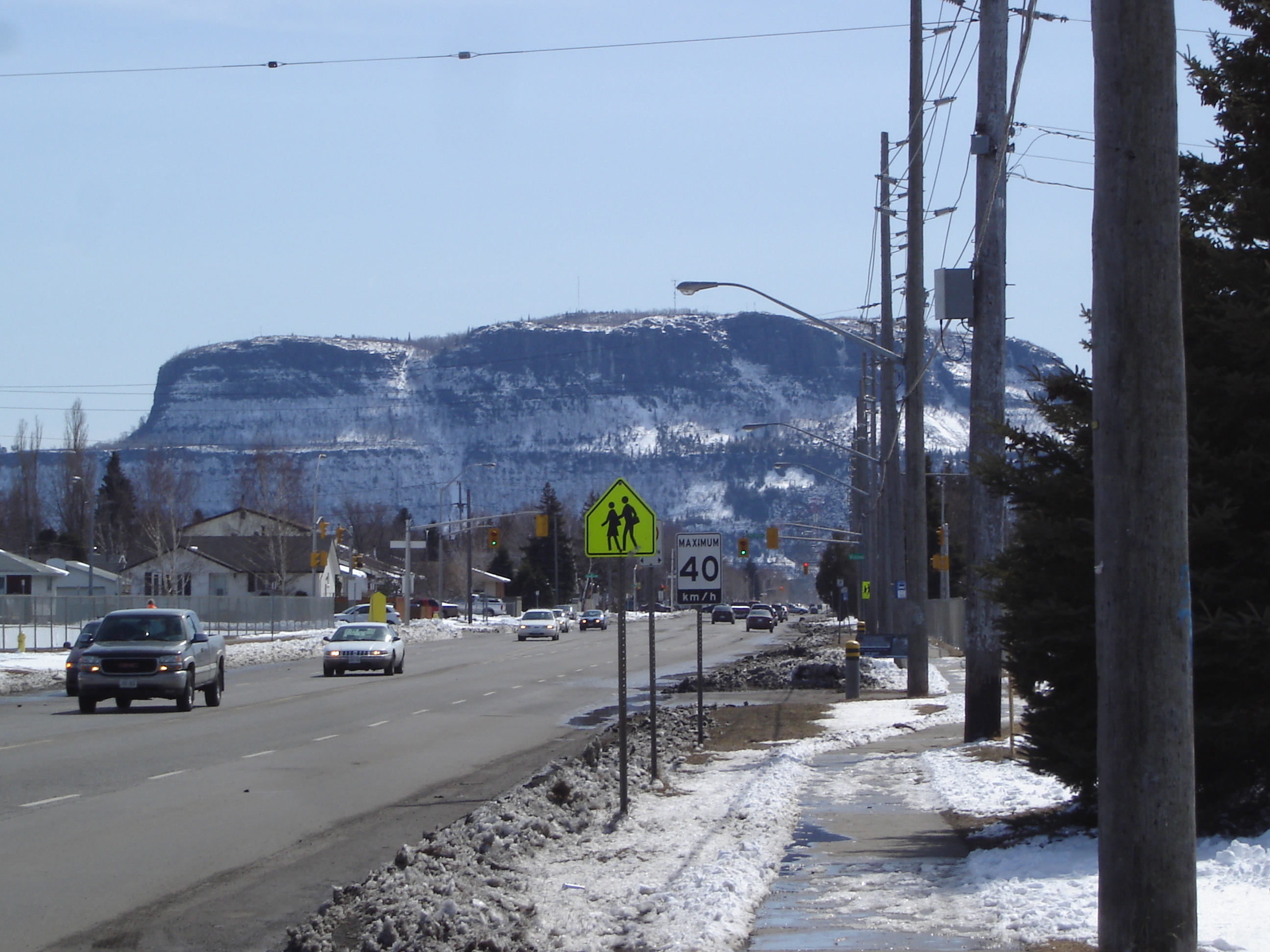
Muntanya McKay a Thunder Bay a l'abril de 2008.

El clima de Thunder Bay està influenciat pel Llac Superior, fenomen especialment notable en l'extrem nord de la ciutat, resultant en estius amb temperatures més fresques i en hiverns més càlids en una àrea que s'estén 16 km terra endins. La temperatura diària mitjana oscil·la entre els 17,6 °C al juliol i els -14,8 °C al gener. La mitjana de temperatura màxima al juliol és de 24,2 °C i una mínima de 11 °C; al gener la temperatura màxima mitjana és de -8,6 °C i una mínima mitjana de -21 °C. El 10 de gener de 1982, la temperatura local a Thunder Bay va baixar als -36 °C amb ràfegues de vent de 54 km/h cosa que va resultar en una sensació tèrmica de -58 °C amb el factor vent, la qual converteix a aquest dia en el dia amb sensació tèrmica més fred en la història d'Ontario. La ciutat és relativament assolellada, amb una mitjana de 2167,7 hores de llum solar cada any, oscil·lant entre les 283,4 hores al juliol i les 88,8 hores al novembre, més assolellada que qualsevol altra ciutat en l'est del Canadà.

## Cultura
La ciutat de Thunder Bay va ser declarada com a "Capital Cultural del Canadà" el 2003. Arreu de la ciutat es troben centres culturals que representen la diversitat de la seva població, com el Club Finlandès, la Casa Escandinava, el Centre Cultural Italià, la Legió Polonesa i una àmplia gamma de centres culturals més. Thunder Bay és el lloc originari d'algunes tradicions noves, com les festes "Shag" (combinació de les paraules angleses shower -terme americà que significa festa-, i stag -terme americà per a les festes de solters-) que és una festa per celebrar els esponsales d'una parella i els "perses" que són uns pastissets de canyella amb coberta rosada. També, els habitants de Thunder Bay es beneficien de la Biblioteca Pública de Thunder Bay que compta amb quatre sucursals.

### Arts

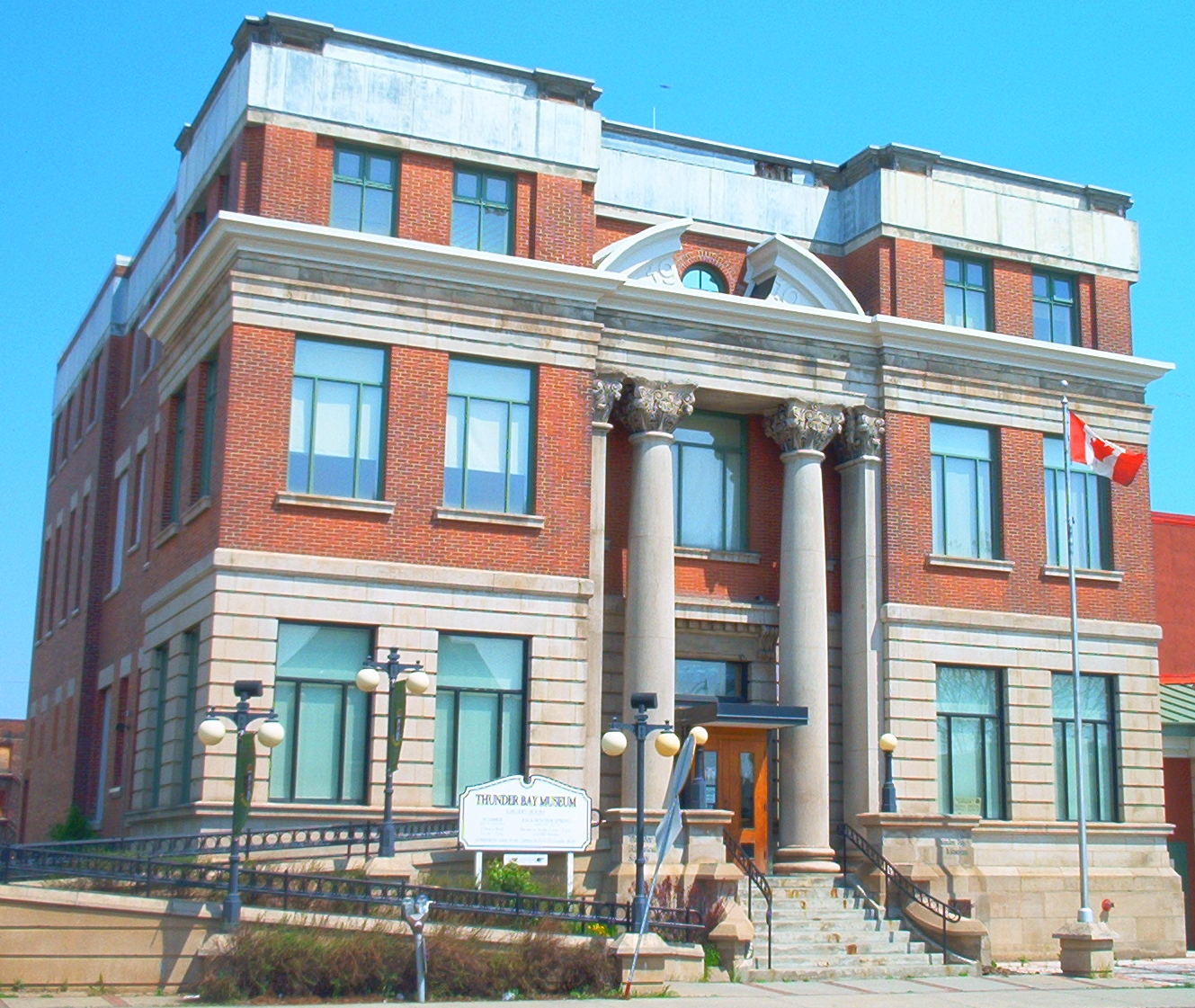
Museu Històric de Thunder Bay.

Thunder Bay és seu de diversos llocs per a presentacions de música i altres arts. El teatre professional més gran és el Teatre Magnus, que va ser fundat el 1971 i ofereix sis obres cada temporada; està localitzat a la renovada escola pública de Port Arthur a la carretera del Riu Rojo. L'Auditori Comunitari de Thunder Bay que té lloc per a 1.500 espectadors, és el principal escenari per a diversos tipus d'espectacles. És la llar de l'Orquestra Simfònica de Thunder Bay, que compta amb 30 músics de temps complet i fins a 20 músics extra; l'orquestra presenta un ampli rang de música clàssica (docta). El teatre "New Music North" (Música Nova del Nord) és de vital importància per a l'àmbit de la música clàssica contemporània a la ciutat en oferir interessants i nous concerts de música de cambra contemporània. Thunder Bay també té un ampli àmbit musical, amb concerts majoritàriament nocturns en molts llocs.
El Festival de Cinema de Bay Street, fundat el 2005, és un festival de cinema independent que mostra films locals, nacionals i internacionals amb el tema de "Pel·lícules per a la Gent". El festival es duu a terme al setembre al carrer Bay Street 314 en l'històric Finnish Labour Tremp. Thunder Bay també és la llar de l'Associació de Cinema Superior del Nord (NOSFA per les seves sigles en anglès). Fundada en 1992 la NOSFA ofereix projeccions mensuals de films canadencs i internacionals al centre cinematogràfic Cumberland, en el marc d'un festival de cinema a la primavera que atreu a milers de patrocinadors.

### Museus i galeries
La Galeria d'Art de Thunder Bay que va ser fundada el 1976, s'especialitza en artistes aborígens del Canadà i té una col·lecció d'importància nacional. La Societat del Museu Històric de Thunder Bay fundada el 1908, presenta exhibicions locals i temporals a més d'albergar en els seus arxius destacades col·leccions d'estris, fotografia, pintura, documents i mapes.